# Sainte Marie Airport

i7
i11
i13
Der Sainte Marie Airport (französisch Aéroport de Sainte-Marie; Malagasy Seranam-piaramanidin' Nosy Boraha, IATA-Code: SMS, ICAO-Code: FMMS) ist ein Flughafen auf der touristisch relevanten Insel Sainte Marie, Madagaskar. Er liegt im Süden der Insel unweit der Stadt Ankarena.
Der Flughafen ist mit Stand Dezember 2023 nur mit einem Ziel dauerhaft verbunden, nämlich mit dem Hauptstadtflughafen Antananarivo (TNR) mit Madagascar Airlines.
Weitere Verbindungen werden saisonal bzw. unregelmäßig unterhalten, ebenfalls mit Madagascar Airlines.